# Santy Runyon
Santy Runyon (?, 1907. július 4. – ?, 2003. április 4.) amerikai amerikai szaxofonos, fuvolás. Runyon karrierje során többek között Al Capone klubjában (The Coliseum) is játszott. Késöbb fafúvós hangszerek tervezője és gyártója lett.

## Pályakép
Santy Runyon dobosként kezdte a zenélést az apja mozijában. Hangeffektusokat adott a némafilmekhez. Több ütőhangszereken is játszott. Megtanult marimbázni és vibrafonozni is. Lassan rálelt azokra a hangszerekre, amelyek élete szenvedélyei lettek. a fafúvósokra.
Runyon zenét az Oklahoma A&M-en és a Missouri Egyetemen tanult, mielőtt vándorzenészként útra kelt. Szaxofonozott Benny Maroff, Johnny Green és Henry Busse zenekaraival.
1933-ban fuvolásként kezdett dolgozni a Chicago Theatre Orchestra-nál. Szombat esténként a Colosseumban játszott (Al Capone hírhedt klubjában).
A rádiók, a klubok és a színház között Runyon meglehetősen jól átvészelte a nagy gazdasági világválságot, heti 150 dollárt keresett.
Santy Runyon és Frank Anglund, a Chicago Theatre Orchestra trombitása megnyitotta a Runyon Stúdiót, ami fontos iakolájává, intézményévé vált a szaxofonjáték legújabb vívmányainak. A dzsessz olyan legendái fordultak meg ott, mint Charlie Parker, Paul Desmond, Harry Carney, Lee Konitz és Sonny Stitt. Runyonnak tanítványai voltak a korszak legtöbb big bandjében, így Benny Goodman, Count Basie, Cab Calloway, Duke Ellington is.

### Cég
Santy Runyon igen sikeres hangszercége (Runyon Products Company) családi vállalkozásként működött. Santy 2003-as halála után, egészen a 2019. végéig, bezárásáig létezett.

## Fordítás
Ez a szócikk részben vagy egészben  a   Santy Runyon című angol Wikipédia-szócikk ezen változatának fordításán alapul.  Az eredeti cikk szerkesztőit annak laptörténete sorolja fel. Ez a jelzés csupán a megfogalmazás eredetét és a szerzői jogokat jelzi, nem szolgál a cikkben szereplő információk forrásmegjelöléseként.